# Día de San Valentín
El Día de San Valentín o simplemente San Valentín es una festividad de origen católico que se celebra anualmente el 14 de febrero como conmemoración de las buenas obras realizadas por san Valentín de Roma, relacionadas con el concepto universal del amor y la afectividad. Originado por la Iglesia católica como contrapeso de las festividades paganas que se realizaban en el Imperio romano, también es una de las primeras fiestas que significaron la expansión del cristianismo en toda la Eurafrasia romana. La fiesta en sí ha ido ganando importancia a lo largo del tiempo desde una perspectiva laica como Día de los Enamorados o Día del Amor y la Amistad.
A pesar del reconocimiento de san Valentín de Roma como el fundador e iniciador de la fiesta el 14 de febrero, también se asocia a otros religiosos mártires con el nombre Valentín. Esto no socavó la leyenda principal en la que se fundamenta la festividad: San Valentín casaba a soldados con sus prometidas en las mazmorras de las cárceles del imperio en los tiempos en que el cristianismo fue prohibido por Claudio II. Al enterarse de los votos matrimoniales que realizaba el santo, mandó capturarlo y traerlo frente a él para que se excusara; al parecer, Claudio no tenía más intención que solo reprenderlo y desterrarlo, pero por influencia de otros altos funcionarios mandó decapitar a san Valentín. Los días que estuvo esperando en prisión para su ejecución vio que la hija del juez de la prisión era ciega, y oró pidiendo a Dios que la joven tuviera la dicha de poder ver, durante su traslado a la plaza pública para su ejecución. San Valentín le regaló un papelillo a la joven para que lo leyera. Ella, sin entender el motivo, ya que era ciega, abrió el papel y por primera vez logró ver y lo primero que vio era una frase que decía «Tu Valentín» como forma de despedida. Algunos historiadores que apoyan este relato como el único y verdadero aseguran que Valentín se llegó a enamorar de la joven, por lo cual su simbolismo como santo del amor fue mayor.
Posterior a la leyenda de Valentín de Roma, la Iglesia católica, ya como religión oficial de Roma y con el papa Gelasio I como líder, buscaba la eliminación de las fiestas lupercales, en donde según la tradición se sacrificaban perros y cabras para desollarlos y con la piel hacer látigos improvisados que usar sobre las mujeres para asegurar su fertilidad. La Iglesia católica buscó una forma de hacer desaparecer esta celebración sin que la población protestase y escogió la vida noble de Valentín para que representase el amor entre humanos, con fecha el 14 de febrero del nuevo calendario gregoriano. La fiesta poco a poco fue asimilándose al día de la fertilidad y las lupercales quedaron reducidas hasta prácticamente su desaparición. Se tiene registro de que el primer día de San Valentín fue celebrado el 14 de febrero de 494. La fiesta fue oficial en la Iglesia católica hasta que el papa Pablo IV dejó de celebrarlo y finalmente en 1965 durante el Concilio Vaticano II con Pablo VI se eliminó la fiesta del calendario litúrgico.
Desde el punto de vista popular la fiesta de san Valentín es interpretada como una oportunidad de celebrar el amor y el cariño, independientemente de la religión que se profese. Las celebraciones fueron variando con los siglos, siendo la Edad Media el período donde quedaría impregnado San Valentín con el amor cortés en donde se expresaba el sentimiento de afecto de una forma sincera, noble y con declaraciones poéticas románticas y las referencias al corazón y al dios romano Cupido. Años más adelante se incluyó la amistad como una propiedad de San Valentín, y desde la revolución industrial a mediados del siglo XX, la mercadotecnia del capitalismo creó numerosos productos relacionados con el día de San Valentín, permitiendo que la fiesta llegue a lugares donde no se practica el cristianismo y donde ni siquiera están presentes las costumbres occidentales.

## Historia

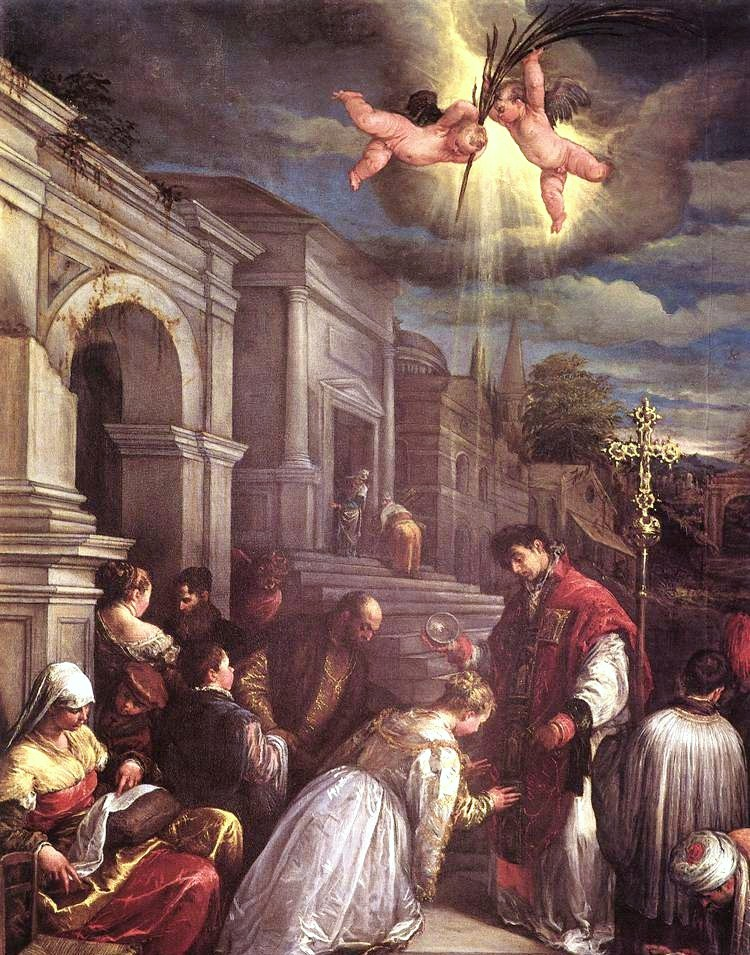
San Valentín de Roma realizando una ceremonia matrimonial a escondidas del emperador Claudio II, lo que al final le costaría la vida.

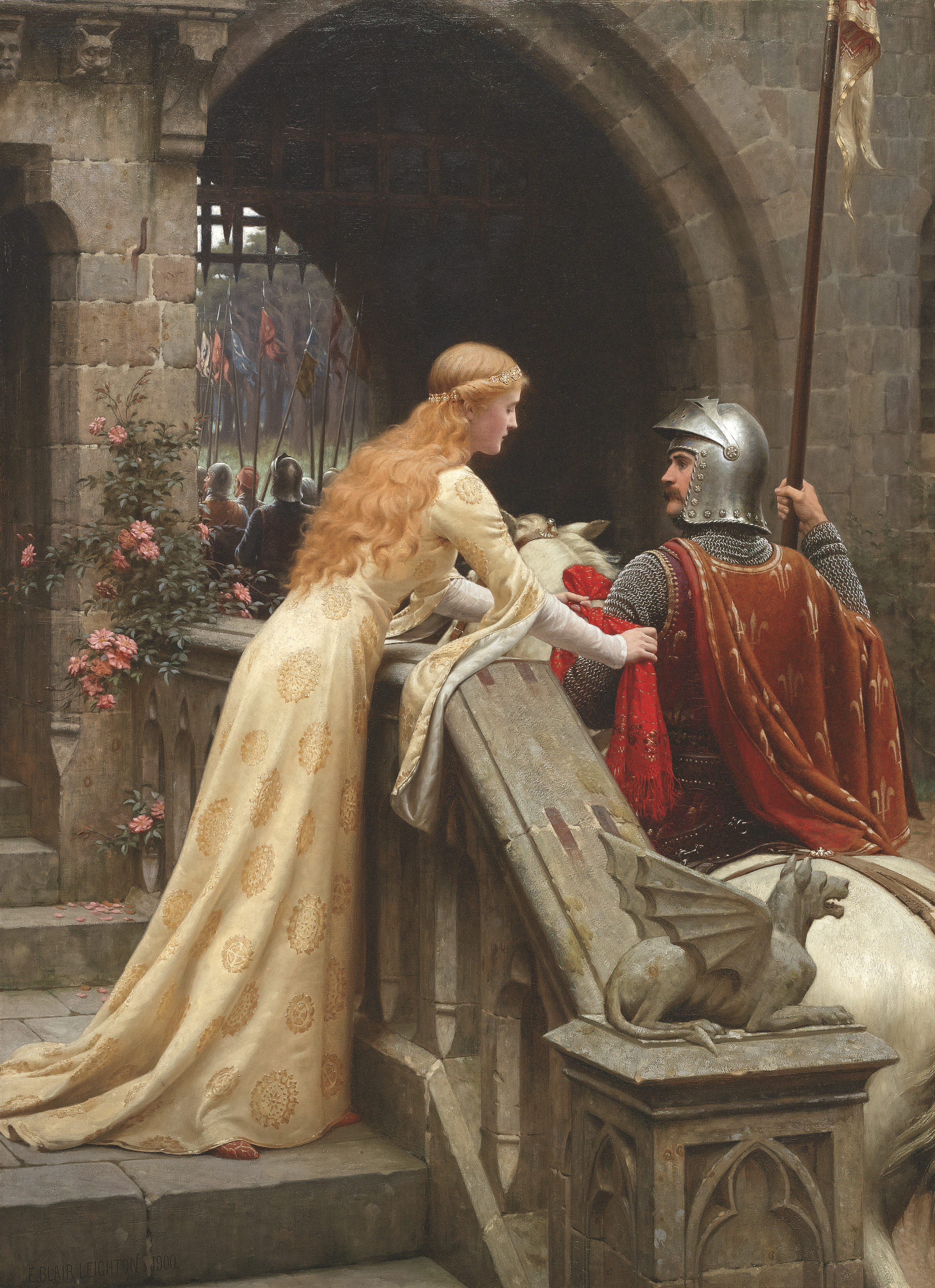
El concepto del amor cortés marcó la forma romántica moderna de san Valentín, con flores y poemas.

Durante la antigüedad se celebraba en Roma una fiesta pagana dedicada a la fertilidad, llamada Lupercalia. Durante esta fiesta las mujeres esperaban ser golpeadas con látigos hechos de piel de cabras y perros, mojados en la misma sangre de estos animales, ya que creían que este ritual les otorgaba fertilidad. Siglos más tarde, en el año 496, el papa Gelasio I prohibió la celebración de la Lupercalia e instauró el 14 de febrero como día de la fiesta de San Valentín. En 1382, el escritor inglés, Geoffrey Chaucer, escribió un poema titulado Parlamento de los pájaros, en el que se menciona por primera vez al Día de San Valentín como un día de festejo para los enamorados. A partir del poema de Chaucer, se comenzó a considerar el Día de San Valentín como un día dedicado al amor. Dieciocho años más tarde, el rey Carlos VI de Francia, creó la Corte del Amor, mediante la cual, el primer domingo de cada mes y durante el Día de San Valentín, se efectuaban una serie de competiciones en las que los participantes competían para conseguir la atención entre las doncellas cortesanas. En 1416, el duque francés, Carlos de Orleans, tras haber sido capturado en la batalla de Azincourt y encerrado en la Torre de Londres, escribió una carta de San Valentín a su esposa Bonne de Armagnac. Esta carta es en la actualidad, la carta de Valentín más antigua conservada. A partir del siglo XV, la celebración del día de San Valentín como día de los enamorados, se fue popularizando en Francia y Gran Bretaña. Con el paso del tiempo, esta festividad se fue poniendo de moda en otras partes de Europa como Alemania e Italia. También, a partir del siglo XV, se hizo costumbre escribir poemas o Valentinas entre enamorados. Desde principios del siglo XIX, comenzó en Gran Bretaña la comercialización de esta fiesta con la fabricación masiva de tarjetas de felicitación del Día de San Valentín, con frases hechas y adornos.
Existen diversas teorías sobre por qué la fecha fue elegida el Día de los Enamorados. En los países nórdicos es durante estas fechas cuando se emparejan y aparean los pájaros, de ahí que este periodo se vea desde muy antiguo como un símbolo de amor y de procreación.

## Simbología de San Valentín
Dentro de las costumbres del día de San Valentín se encuentran diversos símbolos y objetos que a lo largo del tiempo se fueron impregnando en la cultura popular de la fiesta, como consecuencia varios de ellos siempre se asocian al amor, los principales son:

Símbolos principales del día de San Valentín
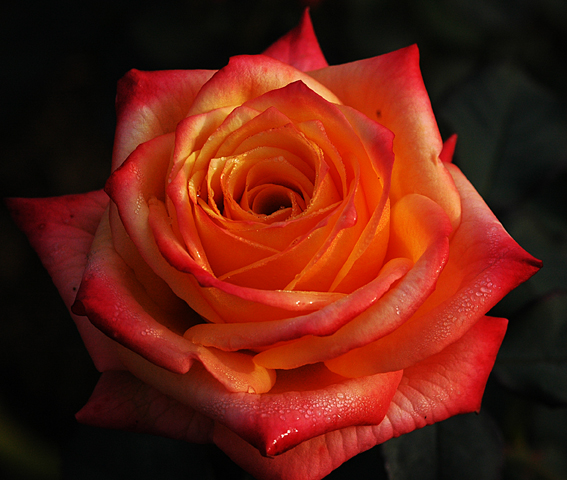
Flor o ramo de flores.
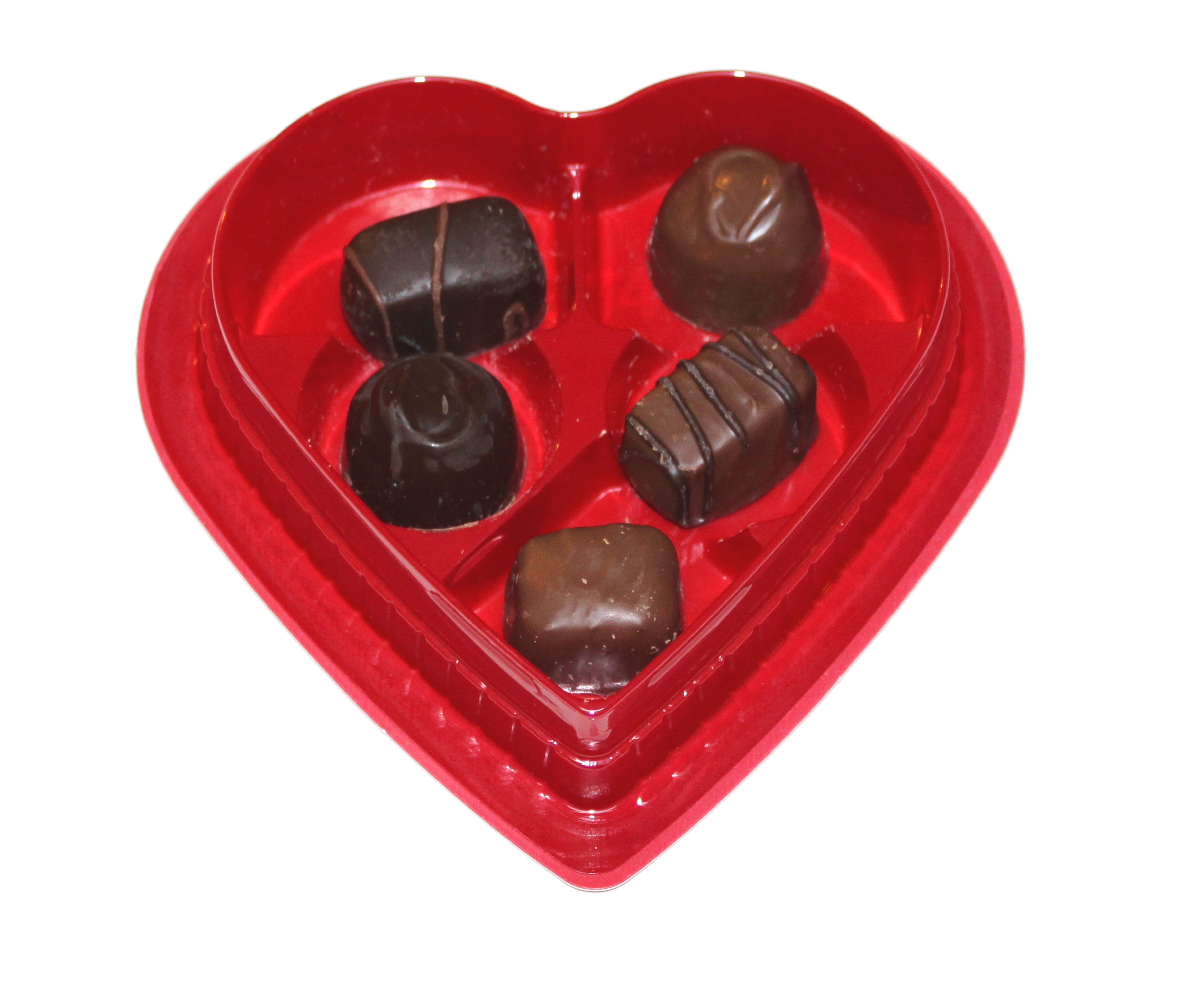
Chocolates o caramelos.
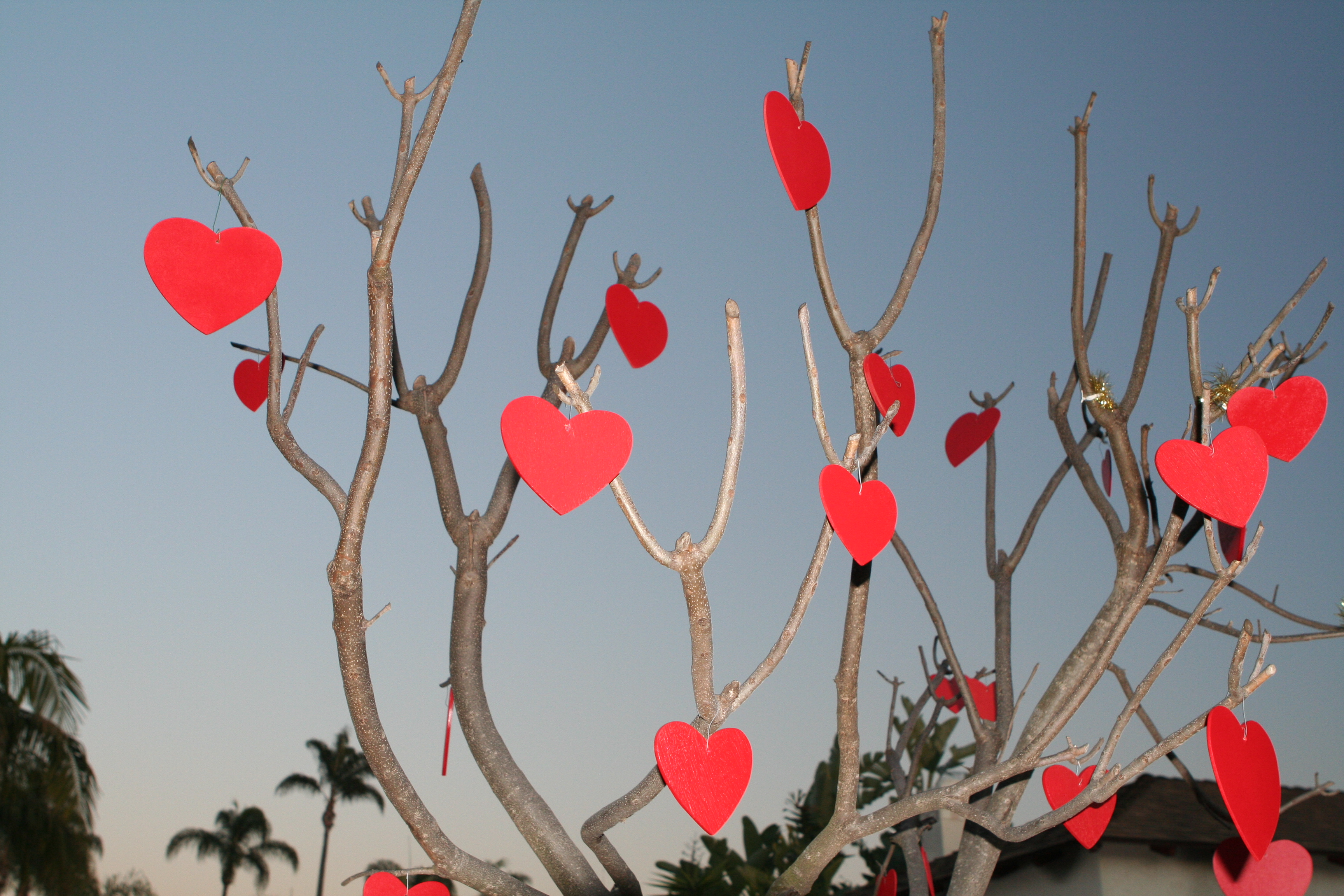
Corazones, característicamente rojos en su mayoría.
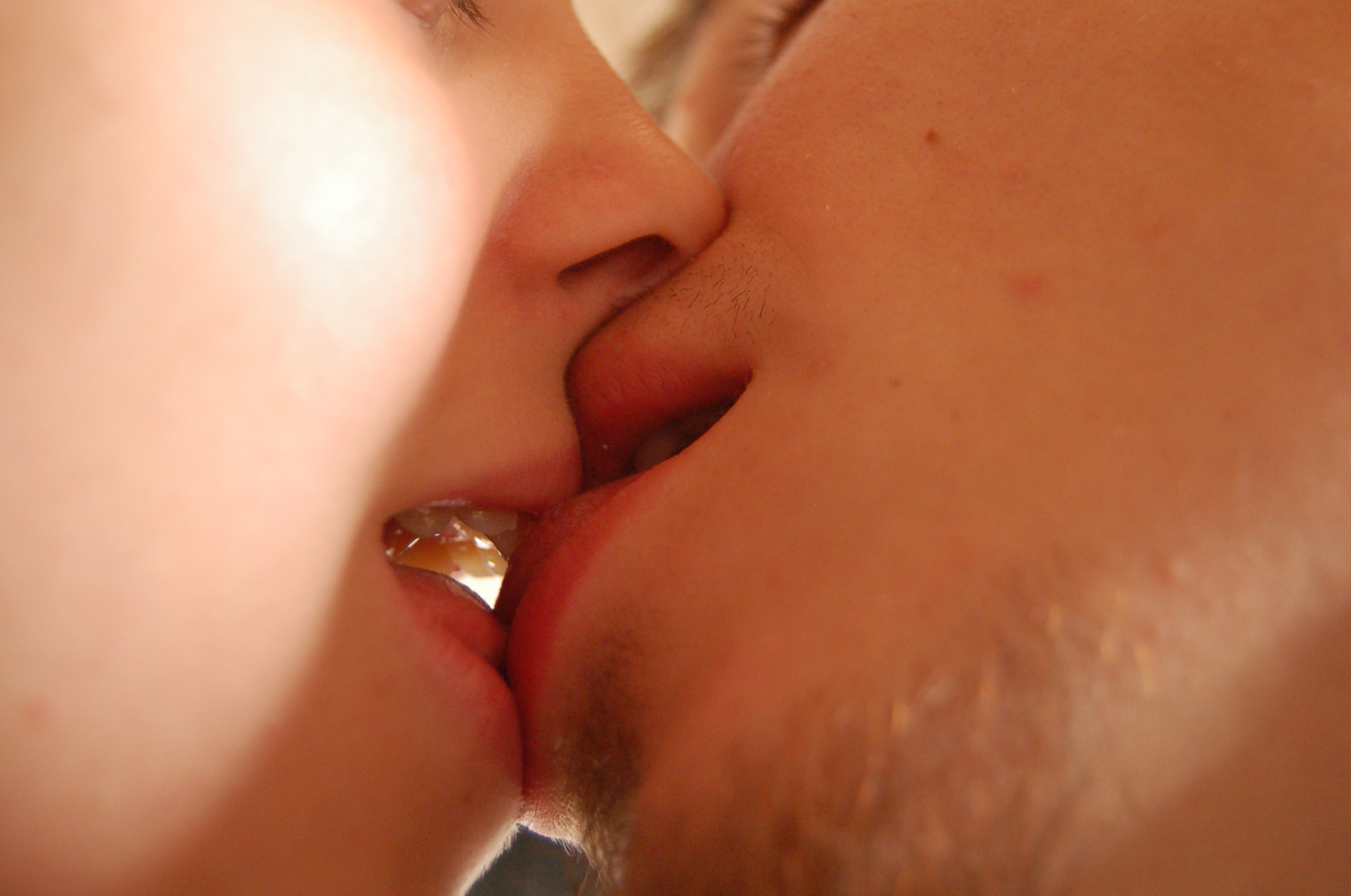
Beso.

## La celebración en distintas regiones

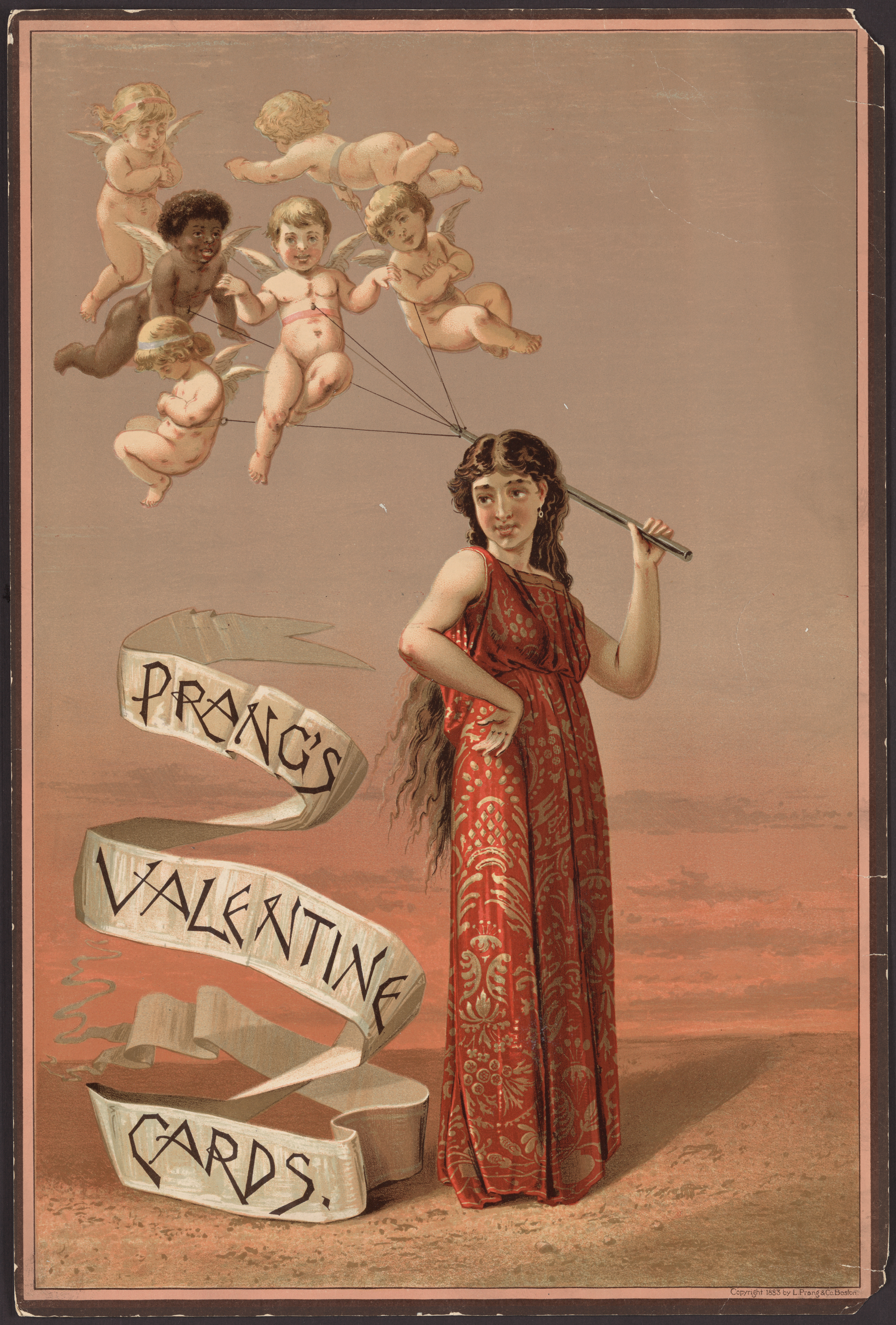
Tarjeta romántica de San Valentín de 1883.

El día de San Valentín es una fiesta oficial en la Iglesia anglicana y en la Iglesia luterana.
El día de San Valentín es típicamente occidental pues se remonta a la Europa germánica y anglosajona (incluido el actual Reino Unido), desde donde pasaría a EE. UU.; y desde allí a gran parte del mundo occidental. Desde mediados del siglo XX se ha extendido a otros países, como China, Japón y Taiwán.
- En Arabia Saudita se permite a las personas celebrar el día de San Valentín. Anteriormente estuvo prohibida,[21] como muchas otras costumbres occidentales, pero el príncipe Mohamed bin Salmán buscando mostrarse como un líder moderno permitió a las parejas celebrar el día en público desde 2019. Los saudíes lo celebran también con flores, chocolates, cenas y otros detalles románticos.[22][23]

- En Argentina (14 de febrero), se le llama Día de los Enamorados, y se celebra la unión entre las parejas. No es usual el envío de tarjetas o corazones, algo que es considerado más propio del mundo anglosajón, aunque si se acostumbra a regalar flores y bombones. Tampoco es el único día relacionado con el amor: la semana previa al día del Amigo (20 de julio), se celebra la semana de la dulzura, que ha ido adquiriendo gran popularidad en los últimos años. En esta semana es habitual regalar golosinas y besos.

- En Bolivia el llamado Día del Amor y la Amistad es el 21 de septiembre. Es el primer día de primavera y tradicionalmente las parejas de novios intercambian flores, regalos y tarjetas. El 14 de febrero no es día de festivo, ya que en esa fecha del año 1879 se produjo la invasión de Antofagasta que inició la Guerra del Pacífico.

- En Brasil el llamado día dos Namorados (día de los novios) es el 12 de junio, en memoria de san Antonio de Padua, santo famoso por ser igualmente casamentero. Las parejas de novios intercambian regalos y tarjetas. Se celebra en esta fecha debido a que en febrero se celebra el carnaval.

- En Centroamérica también se conoce como Día del Amor y la Amistad o Día del Cariño. Las personas lo demuestran haciendo de intercambio por ejemplo amigos secretos, regalando flores, chocolates y pequeños detalles que demuestren amor y amistad.[24]

- En Chile se conoce como Día de los Enamorados, siendo un día donde las parejas (sean novios o cónyuges) celebran el amor y la unión del uno con el otro. El día de los enamorados se celebra el 14 de febrero.

- En China ya existía el Qi Qiao Jie (día para mostrar las habilidades), celebrado el séptimo día del séptimo mes del calendario lunar.

- En Colombia se celebra el Día del Amor y la Amistad (anteriormente se le llamaba Día de los Novios): se celebra el tercer sábado de septiembre desde 1969 para evitar el entrecruzamiento en febrero de cada año, con el inicio de la temporada comercial escolar del Calendario A y porque la industria floristica colombiana depende de sus exportaciones a los países que la celebran en esa fecha. Es común la tradición septembrina del amigo secreto, que consiste en introducir en un recipiente papeles pequeños con los nombres de los participantes, luego, cada uno va extrayendo un papel y deben dar un presente a la persona cuyo nombre diga el papel en el día que establezcan, en el transcurso de estos días es popular lo que se conoce como endulzar, que como su nombre lo dice, consiste en dar anónimamente dulces, comida, bombones, cartas de amor, rosas, etc.; voluntariamente, hasta el día en que se deba dar el regalo definitivo, y romper el anonimato si se desea.

- En Costa Rica se llama Día de San Valentín, también Día de los Enamorados o Día del Amor y la Amistad, y se festeja entre parejas, familia y amigos. Se acostumbra regalar chocolates, flores, regalos, tarjetas y en la noche las parejas acostumbran tener una cena romántica.[24]

- En Cuba se celebra el 14 de febrero y se conoce como Día de los Enamorados o Día de San Valentín. Se ha vuelto ya una tradición que en este día se entreguen obsequios y flores a su pareja. Además, en algunos centros se crean buzones donde se expresan el afecto hacia otras personas; ya sean amigos o enamorados. Los jóvenes esperan con júbilo esta fecha pues así pueden expresar a quien aman todo lo que sienten.

- En Dinamarca en lugar de regalos, se envían unas tarjetas llamadas Gaekkebrev con una rima de carácter gracioso con las letras que componen el nombre de la persona que envía la tarjeta. Cuando se firma la tarjeta, las vocales del nombre son sustituidas por puntos, con lo cual, quien recibe la tarjeta debe averiguar quién es el remitente. Si acierta, esta persona recibirá un huevo de Pascua de su amado que dará pie a una cita. También se suelen regalar unas flores blancas llamadas “gotas de nieve”.[25]

- En Ecuador se celebra el 14 de febrero con rosas, tarjetas, serenatas, cenas nocturnas entre parejas casadas, de novios y amigos.

- En Egipto se celebra el 4 de noviembre.

- En España esta fiesta se empezó a celebrar a mediados del siglo XX, con el motivo de incentivar la compra de regalos. A menudo se dice que esta fiesta la introdujo la cadena de grandes almacenes Galerías Preciados.[26] Se celebra el 14 de febrero.

- En Estados Unidos se conoce como el Día de los Novios o el Día de los Enamorados, se celebra el amor y la amistad. Es frecuente ver las personas caminando por las calles con flores, globos y chocolates que han recibido o regalarán a otras personas.

- En Japón, además del festival de Tanabata —versión local del Qi Qiao Jie chino—, el día de San Valentín se celebra desde febrero de 1958, impulsado inicialmente por la compañía de chocolates Morozoff. Como particularidad, se destaca el hecho de que son las mujeres quienes regalan chocolates a los hombres, ya sean sus familiares, amigos o compañeros de trabajo. En este último caso, el obsequio se vuelve casi una obligación, pues deben regalarles chocolates a todos sus colegas giri-choco (de giri: deber, y choco: apócope de chokoreeto: chocolate). Para el hombre que la mujer ama verdaderamente se regala el honmei choco (chocolate favorito). Como una especie de compensación, inventado por los pasteleros en 1980, los hombres devuelven el favor un mes después, el 14 de marzo, celebración conocida como White Day (día blanco), en el que se suelen regalar obsequios de color blanco, como chocolate blanco, malvaviscos o incluso ropa interior.[27]

- En México se demuestra el amor entre novios o esposos o amantes regalando rosas y chocolates el día 14 de febrero, y para los amigos se estableció que el 30 de julio sea el Día Internacional de la Amistad.[28][29]

- En Nicaragua se llama Día del Amor y la Amistad y se celebra en familia y amigos.

- En Panamá se celebra el 14 de febrero, se conoce como el Día del Amor y la Amistad Se celebra con la pareja o amigos ya sea con flores, chocolates, peluches, tarjetas, etc.

- En Paraguay se celebra el 14 de febrero y se conoce como el Día de los Enamorados, Las pareja de enamorados se expresan su amor con obsequios, pasacalles y todo tipo de demostraciones de afecto. Las calles se llenan de puesto de ventas de arreglos florales, chocolates y peluches.

- En Perú esta fiesta se conoce como Día del Amor y la Amistad. En esta fecha el intercambio de tarjetas, peluches y bombones de chocolate rellenos, especialmente diseñados y decorados para esta ocasión son muy populares. Dentro de los regalos más preciados se encuentran las orquídeas, oriundas de la flora peruana.[cita requerida]

- En Puerto Rico Se celebra el 14 de febrero y es conocido como Día del Amor y la Amistad, San Valentine o Día de los Enamorados. Se acostumbra entre amigos hacer intercambio de regalos, enviarse postales o chocolates. Entre las parejas se acostumbra regalarse chocolates, rosas, peluches, postales, perfumes, entre otras cosas. En los lugares de trabajo y escuelas se hacen entre compañeros intercambios de regalo, se colocan buzones para enviarse unos a otros postales y cartitas y se visten de rojo, etc.

- En Reino Unido, casi la mitad de la población gasta dinero en sus tarjetas de San Valentín y alrededor de £ 1.3 mil millones se gastan anualmente en tarjetas, flores, chocolates y otros regalos, con un estimado de 25 millones de tarjetas enviadas.

- En República Dominicana Se conoce como Día de San Valentín, Día del Amor y la Amistad y también Día de los Enamorados. Se festeja el 14 de febrero. Se acostumbra a reunirse con amigos, enviar postales, chocolates, cenas románticas, etc. En algunas instituciones invitan a vestirse de rojo o rosado y hacen actividades como angelitos, buzones, serenatas, intercambios, entre otros.

- En Uruguay se celebra el Día de los Enamorados, generalmente en el mes de octubre, en la primavera, y también desde hace unos años el Día de San Valentín el 14 de febrero.[30]
- En el Vaticano la fiesta se eliminó tras el Concilio Vaticano II, y en su lugar se celebra la semana V del Tiempo Ordinario.

- En Venezuela se celebra el 14 de febrero, día en que los novios, esposos, y amigos, celebran el día del amor y la amistad regalando flores, tarjetas y chocolates, entre los más comunes y reuniéndose a compartir con las personas más allegadas.